# Tiêu Tiệp
Tiêu Tiệp (tiếng Trung: 肖捷; sinh ngày 13 tháng 6 năm 1957) là tiến sĩ kinh tế học, chính khách nước Cộng hòa Nhân dân Trung Hoa. Ông là Ủy viên Ủy ban Trung ương Đảng Cộng sản Trung Quốc khóa XX, khóa XIX, Phó Ủy viên trưởng Ủy ban Thường vụ Đại hội Đại biểu Nhân dân Toàn quốc, nguyên Ủy viên Quốc vụ, nguyên Tổng Thư ký Quốc vụ viện Trung Quốc.
Tiêu Tiệp là Bí thư Ban Cán sự Đảng Bộ Tài chính, Bộ trưởng Bộ Tài chính Trung Quốc nhiệm kỳ 2016 đến năm 2018. Trước khi trở thành người đứng đầu Bộ Tài chính, ông là Phó Bí thư Ban Cán sự Đảng Cơ quan Quốc vụ viện, Phó Tổng Thư ký Thường trực Quốc vụ viện Trung Quốc phụ trách công tác hằng ngày của Thủ tướng, là trợ lý quan trọng của Lý Khắc Cường. Ông cũng từng giữ chức vụ Thứ trưởng Bộ Tài chính Trung Quốc và Tổng cục trưởng Tổng cục Thuế Nhà nước Trung Quốc thuộc Bộ Tài chính.

## Tiểu sử

### Thân thế
Tiêu Tiệp là người Hán sinh ngày 13 tháng 6 năm 1957, người Khai Nguyên, tỉnh Liêu Ninh.

### Giáo dục
Tháng 10 năm 1978 đến tháng 9 năm 1982, Tiêu Tiệp theo học chuyên ngành tài chính tiền tệ khoa tài chính tại Đại học Nhân dân Trung Quốc.
Tháng 12 năm 1987 đến tháng 4 năm 1989, ông theo học nâng cao một năm rưỡi ở Tây Đức.
Tháng 9 năm 1992 đến tháng 7 năm 1995, ông theo học nghiên cứu sinh tại chức chuyên ngành tài chính, Viện nghiên cứu khoa học tài chính của Bộ Tài chính Trung Quốc và được trao học vị tiến sĩ kinh tế học.

### Sự nghiệp
Tháng 3 năm 1976 đến tháng 10 năm 1978, Tiêu Tiệp tham gia công tác làm việc cho Viện Nghiên cứu cơ khí thuộc Cục Cơ khí thành phố Bắc Kinh, công nhân Viện Nghiên cứu cơ điện.
Tháng 9 năm 1982, Tiêu Tiệp về làm cán bộ phòng kế hoạch dài hạn thuộc Vụ Kế hoạch Tổng hợp, Bộ Tài chính Trung Quốc. Tháng 8 năm 1985, ông gia nhập Đảng Cộng sản Trung Quốc. Tháng 1 năm 1987, ông được bổ nhiệm làm Phó phòng (Dự báo kế hoạch dài hạn) Kế hoạch dài hạn, Vụ Kế hoạch Tổng hợp, Bộ Tài chính. Tháng 12 năm 1991, ông được bổ nhiệm giữ chức Trưởng phòng Dự báo kế hoạch dài hạn, Vụ Kế hoạch Tổng hợp, Bộ Tài chính. Tháng 11 năm 1993, ông được bổ nhiệm làm Phó Vụ trưởng Vụ Kế hoạch Tổng hợp, Bộ Tài chính. Tháng 7 năm 1994, ông được luân chuyển làm Phó Vụ trưởng Vụ Tổng hợp và cải cách, Bộ Tài chính. Tháng 7 năm 1998, Tiêu Tiệp được bổ nhiệm giữ chức Vụ trưởng Vụ Tổng hợp, Bộ Tài chính. Tháng 6 năm 2000, ông được luân chuyển làm Vụ trưởng Vụ Kho bạc, Bộ Tài chính. Tháng 9 năm 2001, ông được bổ nhiệm giữ chức vụ Thứ trưởng Bộ Tài chính Trung Quốc, thành viên Ban Cán sự Đảng Bộ Tài chính Trung Quốc.
Tháng 7 năm 2005, Tiêu Tiệp thôi giữ chức Thứ trưởng Bộ Tài chính để chuyển sang làm Ủy viên Ban Thường vụ Tỉnh ủy Hồ Nam kiêm Phó Tỉnh trưởng Chính phủ nhân dân tỉnh Hồ Nam. Tháng 8 năm 2007, ông được điều về giữ chức Tổng cục trưởng Tổng cục Thuế Nhà nước Trung Quốc. Ngày 21 tháng 10 năm 2007, tại phiên bế mạc của Đại hội Đảng Cộng sản Trung Quốc lần thứ 17, ông được bầu làm Ủy viên Ban Chấp hành Trung ương Đảng Cộng sản Trung Quốc khóa XVII.
Ngày 14 tháng 11 năm 2012, tại Đại hội Đảng Cộng sản Trung Quốc lần thứ 18, ông được bầu làm Ủy viên Ban Chấp hành Trung ương Đảng Cộng sản Trung Quốc khóa XVIII. Tháng 3 năm 2013, Tiêu Tiệp được bổ nhiệm làm Phó Bí thư Ban Cán sự Đảng Cơ quan Quốc vụ viện, Phó Tổng Thư ký Thường trực Quốc vụ viện Cộng hòa Nhân dân Trung Hoa, hàm Bộ trưởng kế nhiệm ông Vưu Quyền phụ trách công tác hằng ngày của Thủ tướng Quốc vụ viện Lý Khắc Cường.
Ngày 7 tháng 11 năm 2016, tại hội nghị lần thứ 24 của Ủy ban Thường vụ Đại hội đại biểu Nhân dân toàn quốc Trung Quốc khóa XII nhiệm kỳ 2013 đến năm 2018, Tiêu Tiệp được phê chuẩn bổ nhiệm giữ chức vụ Bộ trưởng Bộ Tài chính Trung Quốc thay cho ông Lâu Kế Vỹ.
Ngày 24 tháng 10 năm 2017, tại Đại hội Đảng Cộng sản Trung Quốc lần thứ XIX, ông được bầu làm Ủy viên Ban Chấp hành Trung ương Đảng Cộng sản Trung Quốc khóa XIX. Tháng 10 năm 2017, Tiêu Tiệp được bổ nhiệm giữ chức Bí thư Ủy ban Công tác Cơ quan Quốc gia Trung ương Đảng Cộng sản Trung Quốc, Bí thư Ban Cán sự Đảng Cơ quan Quốc vụ viện kiêm Phó Tổng Thư ký Quốc vụ viện Trung Quốc.
Sáng ngày 19 tháng 3 năm 2018, kỳ họp thứ nhất Đại hội đại biểu Nhân dân toàn quốc (Quốc hội Trung Quốc) khóa XIII nhiệm kỳ 2018 đến năm 2023 đã tổ chức hội nghị toàn thể lần thứ 7 bầu ông làm Ủy viên Quốc vụ kiêm Tổng Thư ký Quốc vụ viện Trung Quốc.